# Friedrich Immanuel Niethammer

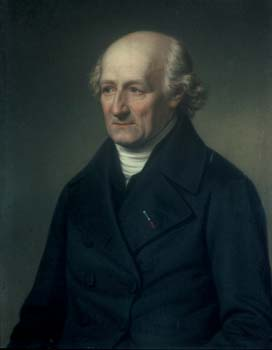
Friedrich Immanuel Niethammer (olieverfschilderij in het bezit van de Bayerische Akademie der Wissenschaften)

Friedrich Philipp Immanuel Niethammer, later Ritter von Niethammer (26 maart 1766 Beilstein - 1 april 1848 München) was een Duitse evangelisch theoloog, filosoof en ook een lutherse onderwijsvormer.
- Bibsys: 2059784
- Bibliothèque nationale de France: cb124031213 (data)
- CiNii: DA05916519
- Gemeinsame Normdatei: 118734865
- International Standard Name Identifier: 0000 0000 8148 596X
- Library of Congress Control Number: n87918336
- Nationale Bibliotheek van Tsjechië: mzk2007417488
- Nationale Bibliotheek van Israël: 987007274722005171
- Nationale Bibliotheek van Polen: a0000001884279
- Nederlandse Thesaurus van Auteursnamen: 070851964
- Istituto Centrale per il Catalogo Unico: LO1V175156
- Système universitaire de documentation: 085953709
- Virtual International Authority File: 69015832
- WorldCat: E39PBJv4mhxJ9VtKX7c4883vpP